# Paján
Paján är en ort i Ecuador.   Den ligger i provinsen Manabí, i den västra delen av landet, 260 km sydväst om huvudstaden Quito. Paján ligger 125 meter över havet och antalet invånare är 9 183.
Terrängen runt Paján är kuperad norrut, men söderut är den platt. Paján ligger nere i en dal. Runt Paján är det ganska glesbefolkat, med 38 invånare per kvadratkilometer. Det finns inga andra samhällen i närheten. Omgivningarna runt Paján är huvudsakligen savann.